# Élections législatives maliennes de 2013
Les élections législatives maliennes de 2013 se sont déroulées les 25 novembre et 15 décembre 2013. Elles étaient à l'origine prévues en juillet 2012 mais furent reportées à la suite du coup d'État du 21 mars,. Annoncées au départ en même temps que le premier tour de la présidentielle de juillet, elles sont ensuite de nouveau reportées.

## Contexte
Après l'élection présidentielle de juillet, ces législatives doivent parachever le retour du Mali vers un État de droit. Néanmoins, une certaine déception envers le nouveau président, Ibrahim Boubacar Keïta, et un mode de scrutin peu clair participent à rendre l'élection moins attractive que celle de l'été dernier. Momouni Soumano, directeur du Centre malien pour le dialogue interpartis et la démocratie analyse le climat politique : « La situation est délicate pour le pouvoir en ce moment. On se rend compte de la faiblesse de l'État qui ne parvient pas à rétablir l'ordre à Kidal ni à provoquer de sursaut ».